# Михалёво (Тихвинский район)
Михалёво — деревня в Ганьковском сельском поселении Тихвинского района Ленинградской области.

## История
МИХАЛЕВО — деревня Устькапецкого общества, прихода Капецкого погоста. Река Капша. 

Крестьянских дворов — 11. Строений — 18, в том числе жилых — 12. 

Число жителей по семейным спискам 1879 г.: 21 м. п., 23 ж. п.; по приходским сведениям 1879 г.: 22 м. п., 24 ж. п.

В конце XIX — начале XX века деревня административно относилась к Куневичской волости 2-го земского участка 2-го стана Тихвинского уезда Новгородской губернии.

МИХАЛЕВО — деревня Устькапецкого общества, дворов — 16, жилых домов — 26, число жителей: 47 м. п., 58 ж. п.
 
Занятия жителей — земледелие, лесные промыслы. Река Капша. Земская обывательская станция. (1910 год)

Деревня Михалёво на карте 1932 года

Согласно карте Ленинградской области Северо-западного аэрогеодезического треста ГГУ издания 1932 года деревня насчитывала 11 крестьянских дворов.
По данным 1933 года деревня Михалёво входила в состав Михалевского сельсовета Капшинского района Ленинградской области, с центром в деревне Ганьково.
По данным 1966 и 1973 годов деревня Михалёво также входила в состав Михалевского сельсовета, с центром в деревне Ганьково.
По данным 1990 года деревня Михалёво входила в состав Ганьковского сельсовета.
В 1997 году в деревне Михалёво Ганьковской волости проживали 26 человек, в 2002 году — 38 человек (все русские).
В 2007 году в деревне Михалёво Ганьковского СП проживали 12 человек, в 2010 году — 19.

## География
Деревня расположена в центральной части района на автодороге 41А-009 (Лодейное Поле — Тихвин — Чудово).
Расстояние до административного центра поселения — 1 км.
Расстояние до ближайшей железнодорожной станции Тихвин — 39 км.
Деревня находится на левом берегу реки Капша.

## Демография
| 2007 | 2010 | 2017 |
| ---- | ---- | ---- |
| 12   | ↗19  | ↘18  |

### Национальный состав
Согласно данным Всероссийской переписи населения 2021 года в деревне проживали 34 человека, из них:
 русские — 33, казахи — 1 человек.

## Улицы
Дачная, Калиновая, Луговая, Цветочная.